# شجر الورد
شجر الورد أو الردندرة أو عَصَلَة أو عصل أو الوَرْدِيَّةُ أو غار وردي (الاسم العلمي: Rhododendron) (الاسم العلمي مشتق من الكلمتين الإغريقيتين ῥόδον rhódon وتعني «وردة» وδένδρον déndron وتعني «شجرة») هي جنس من النباتات تتبع الفصيلة الخلنجية من رتبة الخلنجيات. يضم أكثر من 1000 نوع من النباتات الخشبية سواء مستديمة الخضرة أو النفضية. وتتميز معظم أنواع هذا النبات بأزهار رائعة المنظر.
وتشكل الأزاليات جنسين فرعيين من الردندرة، ويمكن تميزها عن الردندرات الحقيقية بكون تحتوي على خمس مئابر (ج مئبر وهو العضو الذّكريّ في الزهرة أو جُزْءُ السَّداةِ المُحْتَوِي على اللَّقاح) فقط بالزهرة. وقد تبدو أزهار بعض نباتات كوب الماء مشابهة لأزهار بعض أنواع الردندرة إلا أن نبات كوب الماء ينتمي إلى رتبة مختلفة.
والردندرة هي الزهرة الوطنية لدولة نيبال والشجرة الوطنية لولاية سيكيم الهندية.

## الوصف
الردندرة هي جنس يتميز بـ الشجيرات والأشجار الصغيرة (وفي أحيان نادرة) أشجار كبيرة، وتنمو أصغر أنواعه حتى يصل طولها إلى 10 - 100 سنتيمتر (3.9 إلى 39 بوصة)، بينما سجلت أكبر الأنواع وهو الردندرة العملاقة طولاً يزيد عن 30 مترًا (98 قدمًا). أما الأوراق فهي مرتبة بصورة حلزونية؛ ويمكن أن يتراوح حجم الورقة من 1 - 2 سنتيمتر (0.39 - 0.79 بوصة) إلى ما يزيد عن 50 سنتيمترًا (20 بوصة)، وقد يصل بشكل استثنائي إلى 100 سنتيمتر (39 بوصة) في نوع الردندرة الصينية الكبيرة. وقد تكون مستديمة الخضرة أو نفضية. وفي بعض الأنواع تكون الجوانب السفلية من الأوراق مغطاة بالقشور (lepidote) أو الأهداب (indumentum). ويُلاحظ على بعض أشهر الأنواع وجود العديد من عناقيد الأزهار الكبيرة. وهناك أنواع تذات أزهار صغيرة وأوراق صغيرة نمو على منحدرات الجبال، وأنواع استوائية مثل فيريا (Vireya) الإقليمية التي غالبًا ما تنمو كنباتات معلقة. وقد تكون الأنواع المندرجة ضمن هذا الجنس جزءًا من التجمع الخلنجي في غابات البلوط الخنجلية شرقي أمريكا الشمالية.
صُنفت نباتات الردندرة بشكل متكرر بناءً على وجود أو غياب القشور على السطح السفلي (abaxial) للأوراق، بحيث تُعرف الأنواع التي تحتوي على قشور بـ"lepidote" والتي تخلو منها بـ"elepidote". هذه القشور، التي تميز تحت جنس Rhododendron، هي عبارة عن شعيرات معدلة تتكون من قشرة متعددة الأضلاع متصلة بساق.
تتميز الردندرة بوجود نورات تحتوي على قشور جافة (scarious perulae)، وعدد كروموسومات يبلغ x=13، وثمار على شكل كبسولة تفتح طوليًا (septicidal capsule)، ومبيض علوي (أو شبه علوي)، وأسدية بدون زوائد، وحبوب لقاح متكتلة (agglutinate).

## أنواع مختارة من الردندرة
- ردندرة إسفينية
- ردندرة أطلسية
- ردندرة بنطسية
- ردندرة بيضاء ناصعة
- ردندرة دوكلوكسية
- ردندرة رخوة
- ردندرة شابمانية
- ردندرة عمودية
- ردندرة فضية الأوراق
- ردندرة فورتيونية
- ردندرة فورية
- ردندرة كبيرة
- ردندرة كبيرة الأوراق
- ردندرة كندية
- ردندرة كهرمانية
- ردندرة كولومبية
- ردندرة لابية
- ردندرة لهيبية
- ردندرة متألقة
- ردندرة متطاولة الأوراق
- ردندرة مصفرة
- ردندرة ملكية
- ردندرة مميزة
- ردندرة هدبية
- ردندرة هندية
- ردندرة واردية
- ردندرة واليشية
- ردندرة وتسونية
- ردندرة وردية
- ردندرة ياقوتية
- ردندرة يونانية
- ردندرة أحادية الزهرة
- ردندرة أفغانية
- ردندرة بنسلفانية
- ردندرة بيضاء شاحبة
- ردندرة تحت زرقاء
- ردندرة ثلجية
- ردندرة ثمانية الأسدية
- ردندرة ثنائية الألوان
- ردندرة حاملة البقع
- ردندرة دفلية الأزهار
- ردندرة رقيقة الأوراق
- ردندرة رقيقة الثمار
- ردندرة رمادية زرقاء
- ردندرة سهمية الأوراق
- ردندرة شاذة
- ردندرة شعرية الأزهار
- ردندرة صفراء الأزهار
- ردندرة طحينية
- ردندرة طويلة الساق
- ردندرة طويلة الفلقات
- ردندرة عارية الأزهار
- ردندرة غونغشانية
- ردندرة فورموزية
- ردندرة فوريستية
- ردندرة قزمية
- ردندرة قلنسوية
- ردندرة قوانغشية
- ردندرة كافاليرية
- ردندرة كامشاتكية
- ردندرة كبريتية
- ردندرة كواكامية
- ردندرة لامعة
- ردندرة لندلية
- ردندرة ماريزية
- ردندرة ماليبونية
- ردندرة متأخرة
- ردندرة متقرحة
- ردندرة متناثرة الأوراق
- ردندرة ممتازة
- ردندرة ميكونغية
- ردندرة نارية
- ردندرة نطلية
- ردندرة نهرية
- ردندرة هلبية
- ردندرة هنرية
- ردندرة هوكرية
- ردندرة هونانية
- ردندرة وايتية
- ردندرة ياسمينية
- ردندرة يشعورية
- ردندرة جنوبية
- ردندرة مهملة

## الأنواع
يُعتبر نبات الردندرة أكبر جنس في عائلة الأريكاسية (Ericaceae)، حيث يضم أكثر من 1,000 نوع، (على الرغم من أن التقديرات تتراوح بين 850 و1,200 نوع)، ويتميز بتنوع تشكيلاته. ونتيجة لذلك، كانت تصنيفات هذا الجنس معقدة تاريخيًا.
أنواع هذا الجنس:
- كود سباركل
- تحديث القائمة

نوع:ردندرة إسفينية 
اسم علمي: Rhododendron cuneatum

نوع:ردندرة أطلسية 
اسم علمي: Rhododendron atlanticum

نوع:ردندرة بنطسية 
اسم علمي: Rhododendron ponticum

نوع:ردندرة بيضاء ناصعة 
اسم علمي: Rhododendron niveum

نوع:ردندرة دوكلوكسية 
اسم علمي: Rhododendron ×duclouxii

نوع:ردندرة رخوة 
اسم علمي: Rhododendron molle

نوع:ردندرة عمودية 
اسم علمي: Rhododendron fastigiatum

نوع:ردندرة فضية الأوراق 
اسم علمي: Rhododendron argyrophyllum

نوع:ردندرة فورتيونية 
اسم علمي: Rhododendron fortunei

نوع:ردندرة فورية 
اسم علمي: Rhododendron fauriei

نوع:ردندرة كبيرة 
اسم علمي: Rhododendron grande

نوع:ردندرة كبيرة الأوراق 
اسم علمي: Rhododendron macrophyllum

نوع:ردندرة كندية 
اسم علمي: Rhododendron canadense

نوع:ردندرة كهرمانية 
اسم علمي: Rhododendron fulvum

نوع:ردندرة كولومبية 
اسم علمي: Rhododendron columbianum

### التاريخ المبكر
على الرغم من أن نباتات الرودودندرون كانت معروفة منذ وصف Rhododendron hirsutum بواسطة كارولوس كلاسياس في القرن السادس عشر، وكانت معروفة أيضًا للكتاب الكلاسيكيين (ماجور 1990) حيث أُشير إليها باسم Chamaerhododendron (شجرة الورود القزمية)، إلا أن الجنس وُصف رسميًا لأول مرة بواسطة لينيوس في كتابه أنواع النباتات (Species Plantarum) عام 1753. أدرج لينيوس خمس أنواع تحت جنس Rhododendron: R. ferrugineum (النوع النمطي)، R. dauricum، R. hirsutum، R. chamaecistus (الذي يُعرف الآن باسم Rhodothamnus chamaecistus (L.) Rchb.)، وR. maximum. في ذلك الوقت، اعتبر لينيوس الأنواع الستة المعروفة حينها من الأزالية (Azalea)، التي وصفها سابقًا عام 1735 في كتابه نظام الطبيعة (Systema Naturae)، جنسًا منفصلًا.
كانت الأنواع الستة للأزالية التي وصفها لينيوس هي Azalea indica، A. pontica، A. lutea، A. viscosa، A. lapponica، وA. procumbens (المعروفة الآن باسم Kalmia procumbens). ميز لينيوس بين الأزالية والردندرة بناءً على عدد الأسدية، حيث تحتوي الأزالية على خمس أسدية بينما تحتوي الردندرة على عشر. مع اكتشاف أنواع جديدة تُعتبر الآن جزءًا من جنس الردندرة، صُنفت ضمن أجناس منفصلة إذا بدت مختلفة بشكل كبير عن النوع النمطي. على سبيل المثال، صُنفت Rhododendron canadense ضمن جنس Rhodora (لينيوس 1763)، وRhododendron metternichii، المعروف الآن باسم R. degronianum، ضمن أجناس مثل Vireya وHymenanthes (بلوم 1826).
في المقابل، بدأ علماء نبات مثل سالزبوري (1796) وتيت (1831) في التشكيك في التمييز بين الأزالية والردندرة. أخيرًا، في عام 1836، دُمج جنس الأزالية ضمن الردندرة وقُسم الجنس إلى ثمانية أقسام، منها Tsutsutsi، Pentanthera، Pogonanthum، Ponticum، والردندرة الكندية التي ما زالت مستخدمة حتى اليوم، بينما لم تعد الأقسام الأخرى مثل Lepipherum، Booram، وChamaecistus مستخدمة. استمرت هذه البنية إلى حد كبير حتى وقت قريب (2004)، حيث قادت تطورات علم الوراثة الجزيئي إلى مراجعات كبيرة للتصنيفات التقليدية القائمة على الشكل. على الرغم من أن مؤلفين آخرين مثل كاندول، الذي وصف ستة أقسام، استخدموا ترقيمًا مختلفًا قليلاً.
مع تزايد الأنواع المتاحة في القرن التاسع عشر، أصبحت الخصائص اللازمة لتقسيمات الجنس الرئيسية أكثر وضوحًا. من أبرز تلك الجهود عمل مكسيموفتش في كتابه Rhododendreae Asiae Orientali وبلانشون. استخدم مكسيموفتش موقع براعم الزهور وعلاقتها مع براعم الأوراق لإنشاء ثمانية "أقسام". استخدم بنتام وهوكر مخططًا مشابهًا، لكن أطلقوا على التقسيمات اسم "سلاسل". لم تُقدر أهمية الموازين والفصل بين الأنواع ذات الحراشف (lepidote) والتي بدون حراشف (elepidote) إلا عام 1893 بفضل كوينه. وبحلول أوائل القرن العشرين، أدى العدد الكبير من الأنواع المتاحة إلى نهج جديد عندما قدم بلفور مفهوم تجميع الأنواع ضمن سلاسل. أشار كتاب The Species of Rhododendron إلى هذا المفهوم كنظام بلفوري، الذي استمر حتى العصر الحديث في كتاب ديفيديان ذو الأربعة أجزاء عن أنواع الردندرة.

### التصنيف الحديث
كانJ المحاولة التالية لتصنيف جنس الردندرة من قبل سلويمر، الذي بدأ منذ عام 1934 بدمج السلاسل البلفورية مع البنية الهرمية القديمة للأجناس الفرعية والأقسام، وفقًا للقواعد الدولية لتسمية النباتات. توجت هذه الجهود في عام 1949 بعمله Ein System der Gattung Rhododendron L. مع تحسينات لاحقة. تمثل معظم السلاسل البلفورية في نظام سلويمر كأقسام فرعية، على الرغم من أن بعضها ظهر كأقسام أو حتى كأجناس فرعية. اعتمد نظامه على علاقة براعم الزهور ببراعم الأوراق، وبيئة النمو، وبنية الزهرة، وما إذا كانت الأوراق ذات حراشف (lepidote) أو غير ذات حراشف (non-lepidote). ورغم قبول عمل سلويمر على نطاق واسع، واصل الكثير في الولايات المتحدة والمملكة المتحدة استخدام النظام البلفوري الأبسط الذي اعتمدته مجموعة إدنبرة.
تعرض نظام سلويمر للعديد من المراجعات، خاصة من مجموعة إدنبرة في ملاحظاتهم المستمرة في الحديقة النباتية الملكية في إدنبرة. وبتأكيد أكبر على الخصائص الحراشفية للأوراق، جمع كولين من مجموعة إدنبرة جميع الأنواع ذات الحراشف في الجنس الفرعي Rhododendron، بما في ذلك أربعة من الأجناس الفرعية لسلويمر (Rhododendron، Pseudoazalea، Pseudorhodorastrum، Rhodorastrum). في عام 1986، قام فيليبسن وفيليبسن برفع قسمين من الجنس الفرعي Aleastrum (Mumeazalea، Candidastrum) إلى مرتبة الأجناس الفرعية، بينما خفضا جنس Therorhodion إلى جنس فرعي ضمن Rhododendron. وفي عام 1987، أضاف سباثمان ميزات كيميائية نباتية واقترح نظامًا يحتوي على خمسة عشر جنسًا فرعيًا مجمعة في ثلاثة أجناس فرعية "كورالية".
دُمج عدد من الأجناس القريبة، التي كانت تشكل قبيلة Rhodoreae سابقًا، تدريجيًا في جنس الردندرة. نقل تشامبرلين وراي القسم الأحادي النوع Tsusiopsis مع الجنس الأحادي النوع Tsusiophyllum إلى القسم Tsutsusi. بينما قام كرون وجود بتخفيض جنس صوفية إلى قسم فرعي من القسم Rhododendron. ثم نقل جود وكرون نوعين (R. schlippenbachii وR. quinquefolium) من القسم Brachybachii (الجنس الفرعي Tsutsusi) ونوعين من القسم Rhodora (الجنس الفرعي Pentanthera: R. albrechtii وR. pentaphyllum) إلى القسم Sciadorhodion، الجنس الفرعي Pentanthera. وأخيرًا، جمع تشامبرلين بين الأنظمة المختلفة في عام 1996، مما أدى إلى تصنيف 1,025 نوعًا إلى ثمانية أجناس فرعية. يقدم غوتش (2005) مقارنة بين نظامي سلويمر وتشامبرلين (الجدول 1).

### النسالة
| أ | \| \| Rhododendron \| \| \| \| \| \| Choniastrum \| \| \| \| |
|   | \| \| Rhododendron \| \| \| \| \| \| Choniastrum \| \| \| \| |
| ب | Hymenanthes                                                  |
|   | Hymenanthes                                                  |
|   | Rhododendron                                                 |
|   |                                                              |
|   | Choniastrum                                                  |
|   |                                                              |

|  | Rhododendron |
|  |              |
|  | Choniastrum  |
|  |              |

| أ | \| \| Rhododendron \| \| \| \| \| \| Choniastrum \| \| \| \| |
|   | \| \| Rhododendron \| \| \| \| \| \| Choniastrum \| \| \| \| |
| ب | Hymenanthes                                                  |
|   | Hymenanthes                                                  |
|   | Rhododendron                                                 |
|   |                                                              |
|   | Choniastrum                                                  |
|   |                                                              |

|  | Rhododendron |
|  |              |
|  | Choniastrum  |
|  |              |

|  | Therorhodion |
|  |              |

| أ | \| \| Rhododendron \| \| \| \| \| \| Choniastrum \| \| \| \| |
|   | \| \| Rhododendron \| \| \| \| \| \| Choniastrum \| \| \| \| |
| ب | Hymenanthes                                                  |
|   | Hymenanthes                                                  |
|   | Rhododendron                                                 |
|   |                                                              |
|   | Choniastrum                                                  |
|   |                                                              |

|  | Rhododendron |
|  |              |
|  | Choniastrum  |
|  |              |

| أ | \| \| Rhododendron \| \| \| \| \| \| Choniastrum \| \| \| \| |
|   | \| \| Rhododendron \| \| \| \| \| \| Choniastrum \| \| \| \| |
| ب | Hymenanthes                                                  |
|   | Hymenanthes                                                  |
|   | Rhododendron                                                 |
|   |                                                              |
|   | Choniastrum                                                  |
|   |                                                              |

|  | Rhododendron |
|  |              |
|  | Choniastrum  |
|  |              |

|  | Therorhodion |
|  |              |

| أ | \| \| Rhododendron \| \| \| \| \| \| Choniastrum \| \| \| \| |
|   | \| \| Rhododendron \| \| \| \| \| \| Choniastrum \| \| \| \| |
| ب | Hymenanthes                                                  |
|   | Hymenanthes                                                  |
|   | Rhododendron                                                 |
|   |                                                              |
|   | Choniastrum                                                  |
|   |                                                              |

|  | Rhododendron |
|  |              |
|  | Choniastrum  |
|  |              |

| أ | \| \| Rhododendron \| \| \| \| \| \| Choniastrum \| \| \| \| |
|   | \| \| Rhododendron \| \| \| \| \| \| Choniastrum \| \| \| \| |
| ب | Hymenanthes                                                  |
|   | Hymenanthes                                                  |
|   | Rhododendron                                                 |
|   |                                                              |
|   | Choniastrum                                                  |
|   |                                                              |

|  | Rhododendron |
|  |              |
|  | Choniastrum  |
|  |              |

|  | Therorhodion |
|  |              |

| أ | \| \| Rhododendron \| \| \| \| \| \| Choniastrum \| \| \| \| |
|   | \| \| Rhododendron \| \| \| \| \| \| Choniastrum \| \| \| \| |
| ب | Hymenanthes                                                  |
|   | Hymenanthes                                                  |
|   | Rhododendron                                                 |
|   |                                                              |
|   | Choniastrum                                                  |
|   |                                                              |

|  | Rhododendron |
|  |              |
|  | Choniastrum  |
|  |              |

| أ | \| \| Rhododendron \| \| \| \| \| \| Choniastrum \| \| \| \| |
|   | \| \| Rhododendron \| \| \| \| \| \| Choniastrum \| \| \| \| |
| ب | Hymenanthes                                                  |
|   | Hymenanthes                                                  |
|   | Rhododendron                                                 |
|   |                                                              |
|   | Choniastrum                                                  |
|   |                                                              |

|  | Rhododendron |
|  |              |
|  | Choniastrum  |
|  |              |

|  | Therorhodion |
|  |              |

عصر التحليل الجزيئي بدلاً من السمات الوصفية يمكن إرجاعه إلى أعمال كوراشيجي (1988) وكرون (1997) الذين استخدموا تسلسل matK. لاحقًا، استخدم غاو وآخرون (2002) تسلسل ITS لإجراء تحليل تصنيفي تفرعي. وأكدوا أن جنس Rhododendron كان أحادي الأصل، مع وجود الجنس الفرعي Therorhodion في الموقع القاعدي، بما يتماشى مع دراسات matK. ومع نشر دراسات غوتش وآخرين (2005) باستخدام RPB2، بدأ إعادة تنظيم مستمرة للأنواع والمجموعات داخل الجنس استنادًا إلى العلاقات التطورية. كان عملهم أكثر دعمًا للنظام الأصلي لسلويمر مقارنة بالتعديلات اللاحقة التي أدخلها تشامبرلين وآخرون.
الاكتشاف الرئيسي لغوتش وزملائه كان أن جميع الأنواع التي فُحصت (باستثناء R. camtschaticum، الجنس الفرعي Therorhodion) شكلت ثلاث مجموعات رئيسية أطلقوا عليها "a" و"b" و"c"، مع الأجناس الفرعية Rhododendron وHymenanthes كأصول أحادية مدمجة داخل المجموعتين "a" و"b" على التوالي. وعلى النقيض من ذلك، كانت الأجناس الفرعية Azaleastrum وPentanthera متعددة الأصول، في حين ظهر R. camtschaticum كجنس شقيق لبقية الرودودندرونات. قٌسمت الأجناس الفرعية الصغيرة Pentanthera وAzaleastrum بين مجموعتين. حيث قُسمت الأقسام الأربعة لـPentanthera بين المجموعتين "b" و"c"، اثنتان لكل منهما، بينما كان لـAzaleastrum قسم واحد في كل من "a" و"c".
لذلك، كان من الضروري تفكيك الأجناس الفرعية Azaleastrum وPentanthera، وتوسيع الأجناس Rhododendron وHymenanthes وTsutsusi بالمقابل. بالإضافة إلى الجنسين المستقلين المدرجين تحت Rhododendron بواسطة تشامبرلين (Ledum وTsusiophyllum)، أضاف غوتش وآخرون جنس Menziesia (المجموعة "c"). وعلى الرغم من درجة من التباين النسبي (paraphyly)، فإن الجنس الفرعي Rhododendron لم يتأثر فيما يتعلق بأقسامه الثلاثة. ومع ذلك، أُلغيت أربعة أجناس فرعية أخرى وأُنشئ جنس فرعي جديد، ليصبح المجموع خمسة أجناس فرعية بدلاً من ثمانية في مخطط تشامبرلين. الأجناس الفرعية الملغاة هي Pentanthera وTsutsusi وCandidastrum وMumeazalea، في حين أُنشئ جنس فرعي جديد عن طريق رفع القسم Choniastrum من Azaleastrum إلى مرتبة الجنس الفرعي.
فُكك الجنس الفرعي Pentanthera (الأزاليات المتساقطة الأوراق) بأقسامه الأربعة بإلغاء قسمين وإعادة توزيع القسمين الآخرين بين الأجناس الفرعية الموجودة في المجموعتين "b" (Hymenanthes) و"c" (Azaleastrum)، على الرغم من الاحتفاظ بالاسم في قسم Pentanthera (14 نوعًا) الذي نُقل إلى الجنس الفرعي Hymenanthes. أما الأقسام الثلاثة المتبقية، فقد أُلغي قسم Viscidula (أحادي النوع) بنقل نوع R. nipponicum إلى Tsutsusi (المجموعة "c")، في حين كان قسم Rhodora (يضم نوعين) متعدد الأصل وفُكك بنقل نوع R. canadense إلى قسم Pentanthera (المجموعة "b") ونقل نوع R. vaseyi إلى قسم Sciadorhodion، الذي أصبح بعد ذلك قسمًا جديدًا في الجنس الفرعي Azaleastrum (المجموعة "c").
قُلص الجنس الفرعي Tsutsusi (المجموعة "c") إلى مرتبة القسم مع الاحتفاظ بالاسم، وأُدرج في الجنس الفرعي Azaleastrum. ومن بين الأجناس الفرعية الثانوية الثلاثة، التي تنتمي جميعها إلى المجموعة "c"، أُلغي اثنان. حيث نُقل النوع الوحيد للجنس الفرعي Candidastrum (نوع R. albiflorum) إلى الجنس الفرعي Azaleastrum، قسم Sciadorhodion. وبالمثل، وُضع النوع الوحيد للجنس الفرعي Mumeazalea (نوع R. semibarbatum) في القسم الجديد Tsutsusi، ضمن الجنس الفرعي Azaleastrum. كما أُضيف جنس Menziesia (9 أنواع) إلى قسم Sciadorhodion. أما الجنس الفرعي الصغير المتبقي Therorhodion بأنواعه الاثنين، فقد بقي على حاله.
وهكذا، توسعت الأجناس الفرعية Hymenanthes وAzaleastrum على حساب أربعة أجناس فرعية ملغاة، على الرغم من أن Azaleastrum فقد قسمًا واحدًا (Choniastrum) باعتباره جنسًا فرعيًا جديدًا، نظرًا لأنه كان مجموعة فرعية مميزة في المجموعة "a". وبشكل عام، زاد الجنس الفرعي Hymenanthes من قسم واحد إلى قسمين، بينما زاد Azaleastrum، بفقدانه قسمًا واحدًا واكتسابه قسمين، من قسمين إلى ثلاثة أقسام. (انظر المخططات تحت الأجناس الفرعية).
| تشامبرلين (1996) | تشامبرلين (1996) | تشامبرلين (1996) | تشامبرلين (1996) | غوتش (2005)   | غوتش (2005)   |
| الجنس            | الصنف الفرعي     | القسم            | النوع            | الصنف الفرعي  | القسم         |
| ---------------- | ---------------- | ---------------- | ---------------- | ------------- | ------------- |
| Menziesa         |                  |                  | 9 أنواع          | Azaleastrum C | Sciadorhodion |
| Rhododendron     | Candidastrum     |                  | R. albiflorum    | Azaleastrum C | Sciadorhodion |
| Rhododendron     | Pentanthera      | Sciadorhodion    | 4 أنواع          | Azaleastrum C | Sciadorhodion |
| Rhododendron     | Pentanthera      | Rhodora          | R. vaseyi        | Azaleastrum C | Sciadorhodion |
| Rhododendron     | Pentanthera      | Rhodora          | R. canadense     | Hymenanthes B | Pentanthera   |
| Rhododendron     | Pentanthera      | Pentanthera      | 14 أنواع         | Hymenanthes B | Pentanthera   |
| Rhododendron     | Pentanthera      | Viscidula        | R. nipponicum    | Azaleastrum C | Tsutsusi      |
| Rhododendron     | Tsutsusi         | Brachycalyx      | 15 أنواع         | Azaleastrum C | Tsutsusi      |
| Rhododendron     | Tsutsusi         | Tsutsusi         | 65 أنواع         | Azaleastrum C | Tsutsusi      |
| Rhododendron     | Mumeazalea       |                  | R. semibarbatum  | Azaleastrum C | Tsutsusi      |
| Rhododendron     | Azaleastrum      | Choniastrum      | 11 أنواع         | Choniastrum A |               |

دعم البحث اللاحق التنقيحات التي أجراها غوتش، ولكنه ركز بشكل كبير على تحديد النسب التطوري داخل التقسيمات الفرعية. في عام 2011، أضيف نوعان من Diplarche أيضًا إلى Rhododendron، باعتبارها أصنوفة غير محددة (incertae sedis).

### التقسيم
تم تقسيم هذا الجنس تدريجيًا إلى تسلسل هرمي يشمل الجنس الفرعي، القسم، القسم الفرعي، والنوع.

#### الأجناس الفرعية
غالبًا ما تُستخدم المصطلحات المأخوذة من نظام Sleumer (1949) في الأدبيات القديمة، والتي تضم خمسة أجناس فرعية على النحو التالي:
- الجنس الفرعي Lepidorrhodium Koehne: أنواع ذات حراشف (Lepidotes)، 3 أقسام.
- الجنس الفرعي Eurhododendron Maxim.: أنواع بدون حراشف (Elipidotes).
- الجنس الفرعي Pseudanthodendron Sleumer: الأزاليات المتساقطة الأوراق، 3 أقسام.
- الجنس الفرعي Anthodendron Rehder & Wilson: الأزاليات دائمة الخضرة، 3 أقسام.
- الجنس الفرعي Azaleastrum Planch.: أقسام 4.

في التصنيف التقليدي اللاحق المنسوب إلى Chamberlain (1996)، والذي يستخدمه البستانيون والجمعية الأمريكية للردندرة، يتضمن Rhododendron ثمانية أجناس فرعية تستند إلى الشكل الظاهري، مثل وجود الحراشف (lepidote)، وتساقط الأوراق، وأنماط التفرع الزهري والخضري، وفقًا لسلويمر (1980). وتشمل هذه التصنيفات أربعة أجناس كبيرة وأربعة صغيرة. يمثل أول جنسين فرعيين (Rhododendron وHymenanthes) الأنواع التي تعتبر عادةً "ردندرة". أما الجنسين الفرعيين الأصغر (Pentanthera وTsutsusi) فيمثلان "الأزاليات". وتحتوي الأجناس الفرعية الأربعة المتبقية على عدد قليل جدًا من الأنواع. الأكبر بينها هو الجنس الفرعي Rhododendron الذي يضم ما يقرب من نصف جميع الأنواع المعروفة وجميع الأنواع ذات الحراشف.
- الجنس الفرعي Rhododendron L.: أوراق صغيرة أو أنواع ذات حراشف. 3 أقسام، 462 نوعًا، النوع النمطي: R. ferrugineum.
- الجنس الفرعي Hymenanthes (Blume) K. Koch: أوراق كبيرة أو أنواع بدون حراشف. قسم واحد، 224 نوعًا، النوع النمطي: R. degronianum.
- الجنس الفرعي Pentanthera (G. Don) Pojarkova: الأزاليات المتساقطة الأوراق. 4 أقسام، 23 نوعًا، النوع النمطي: R. luteum.
- الجنس الفرعي Tsutsusi (Sweet) Pojarkova: الأزاليات دائمة الخضرة. قسمان، 80 نوعًا، النوع النمطي: R. indicum.
- الجنس الفرعي Azaleastrum Planch.: قسمان، 16 نوعًا، النوع النمطي: R. ovatum.
- الجنس الفرعي Candidastrum Franch.: نوع واحد، R. albiflorum.
- الجنس الفرعي Mumeazalea (Sleumer) W.R. Philipson & M.N. Philipson: نوع واحد، R. semibarbatum.
- الجنس الفرعي Therorhodion (Maxim.) A. Gray: نوعان (R. camtschaticum, R. redowskianun).

لمقارنة نظامي Sleumer وChamberlain، راجع الجدول 1 في غوتش وزملائه (2005).
استند هذا التقسيم إلى عدد من الخصائص الشكلية الرئيسية المعتقد بأنها أساسية. وتشمل هذه الخصائص موقع براعم النورات (طرفية أو جانبية)، ووجود الحراشف أو عدمها، وتساقط الأوراق، وما إذا كانت الأوراق الجديدة تُشتق من محاور السيقان في العام السابق أو من الأوراق المتقشرة السفلية.
| براعم النورات | قشور الأوراق | براعم الورقة  | الأوراق       | الصنف الفرعي | القسم         |
| ------------- | ------------ | ------------- | ------------- | ------------ | ------------- |
| طرفية         | موجودة       | موجودة        | موجودة        | Rhododendron |               |
| طرفية         | غير موجودة   | السنة السابقة | دائمة الخضرة  | Hymenanthes  |               |
| طرفية         | غير موجودة   | السنة السابقة | نفضية         | Pentanthera  | Pentanthera   |
| طرفية         | غير موجودة   | السنة السابقة | نفضية         | Pentanthera  | Rhodora       |
| طرفية         | غير موجودة   | السنة السابقة | نفضية         | Pentanthera  | Viscidula     |
| طرفية         | غير موجودة   | Lowest leaves | Lowest leaves | Pentanthera  | Sciadorhodion |
| طرفية         | غير موجودة   | Lowest leaves | Lowest leaves | Tsutsusi     |               |
| جانبية        | جانبية       | جانبية        | دائمة الخضرة  | Azaleastrum  |               |
| جانبية        | جانبية       | جانبية        | نفضية         | Candidastrum |               |
| جانبية        | جانبية       | جانبية        | نفضية         | Mumeazalea   |               |
| جانبية        | جانبية       | جانبية        | نفضية         | Therorhodion |               |

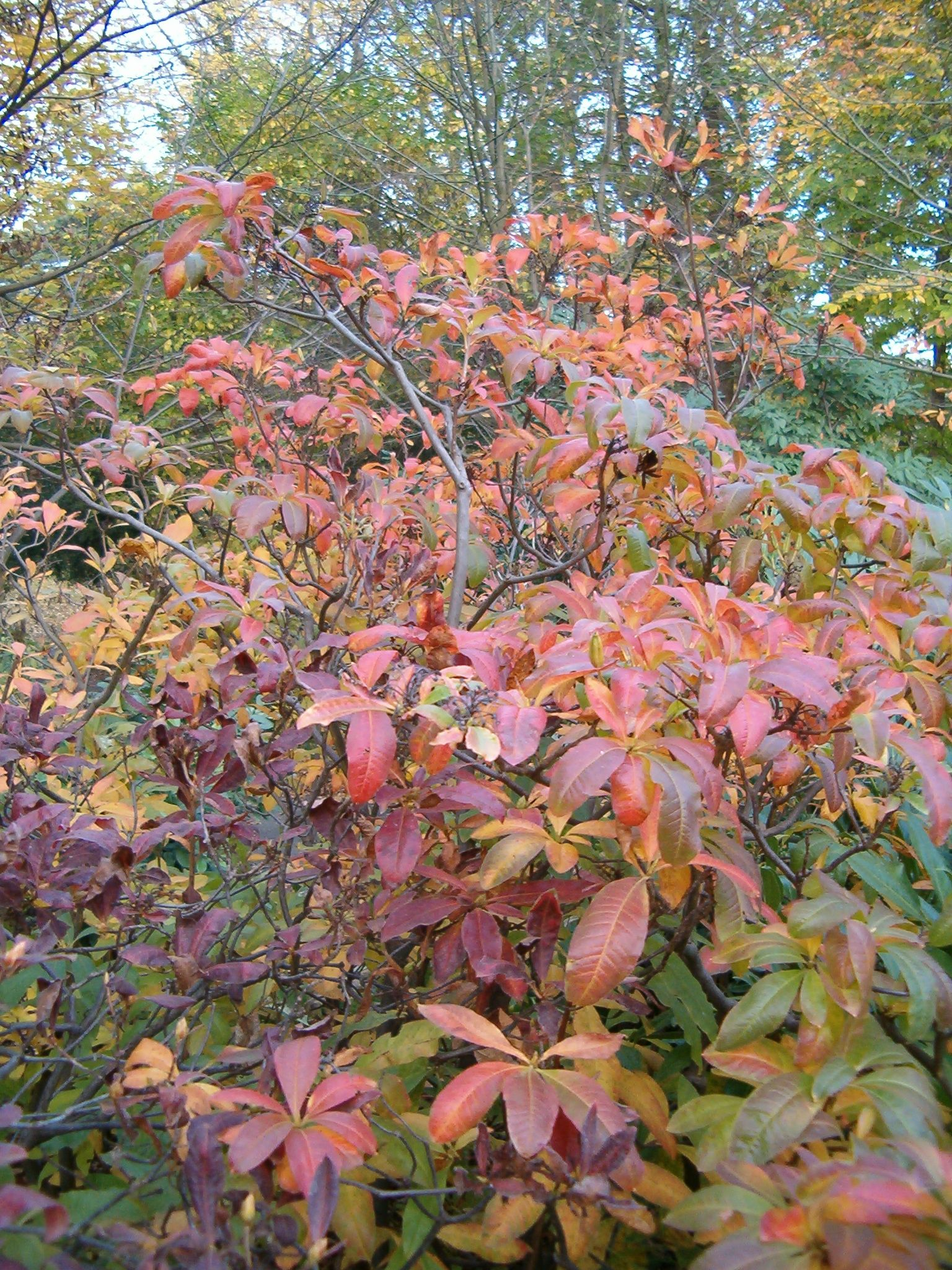
شجيرة الردندرة الصفراء النفضية في لون الخريف

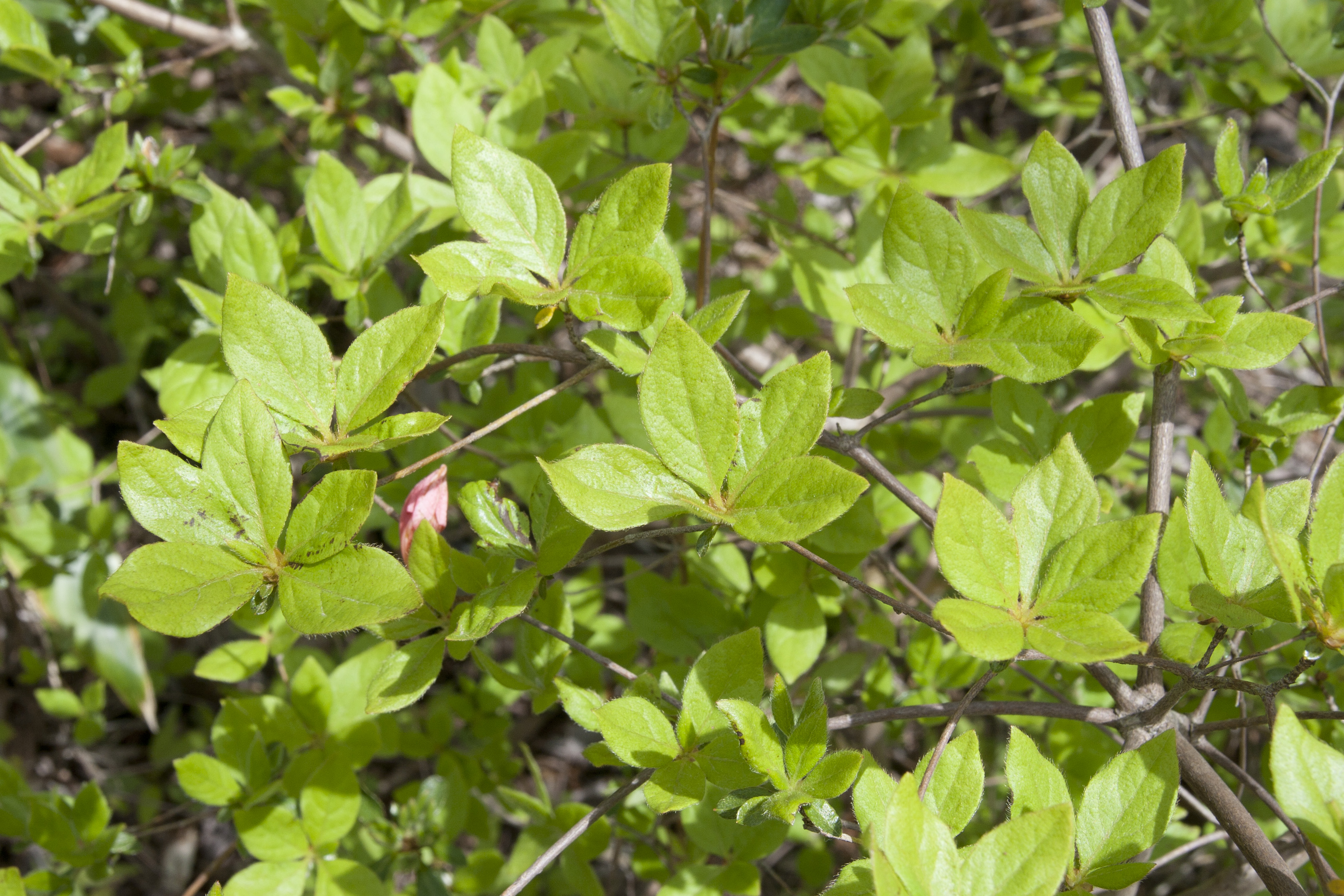
أزاليات دائمة الخضرة Rhododendron kaempferi

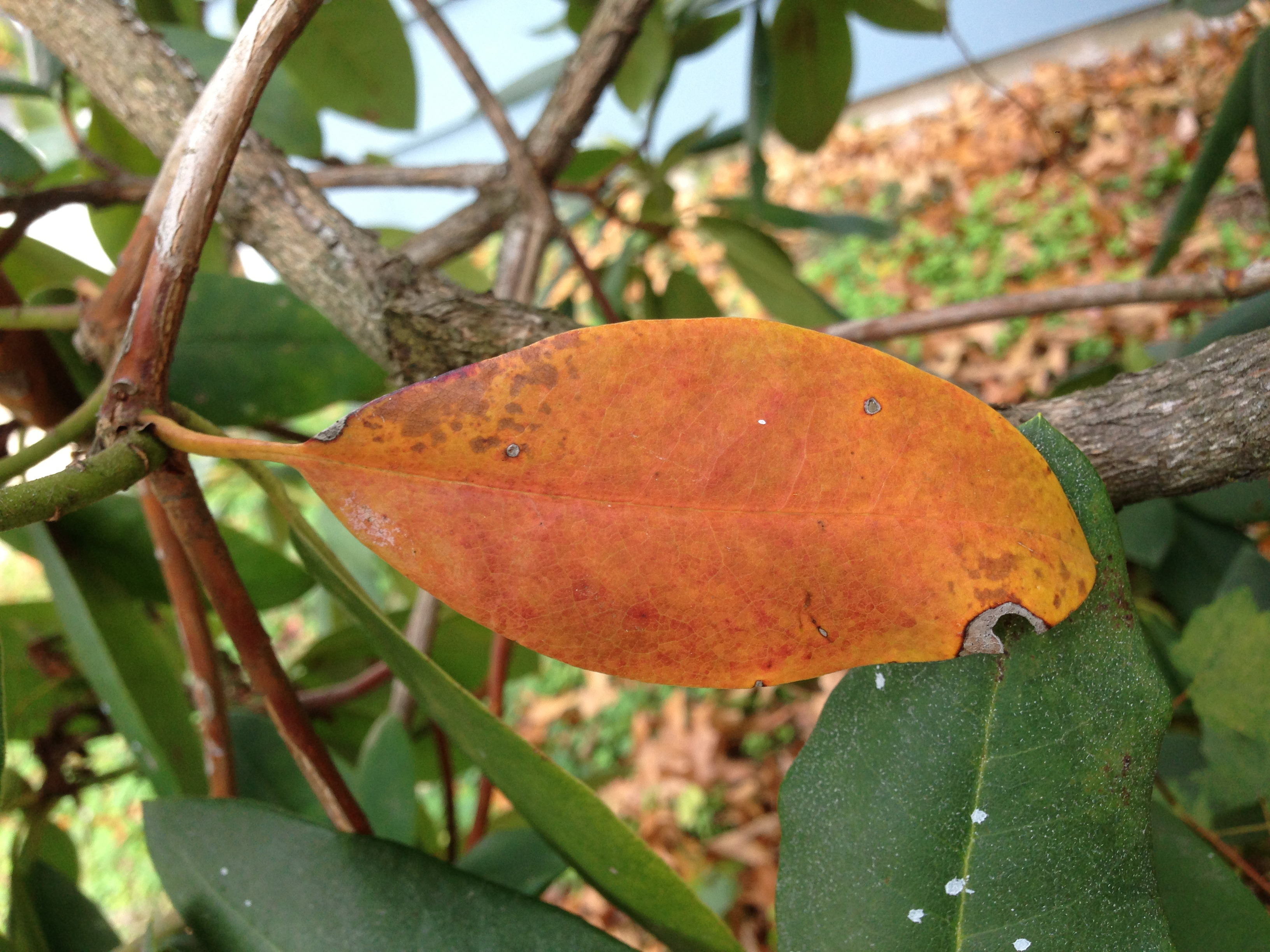
لون أوراق شجر الأزاليات دائمة الخضرة قبل التساقط

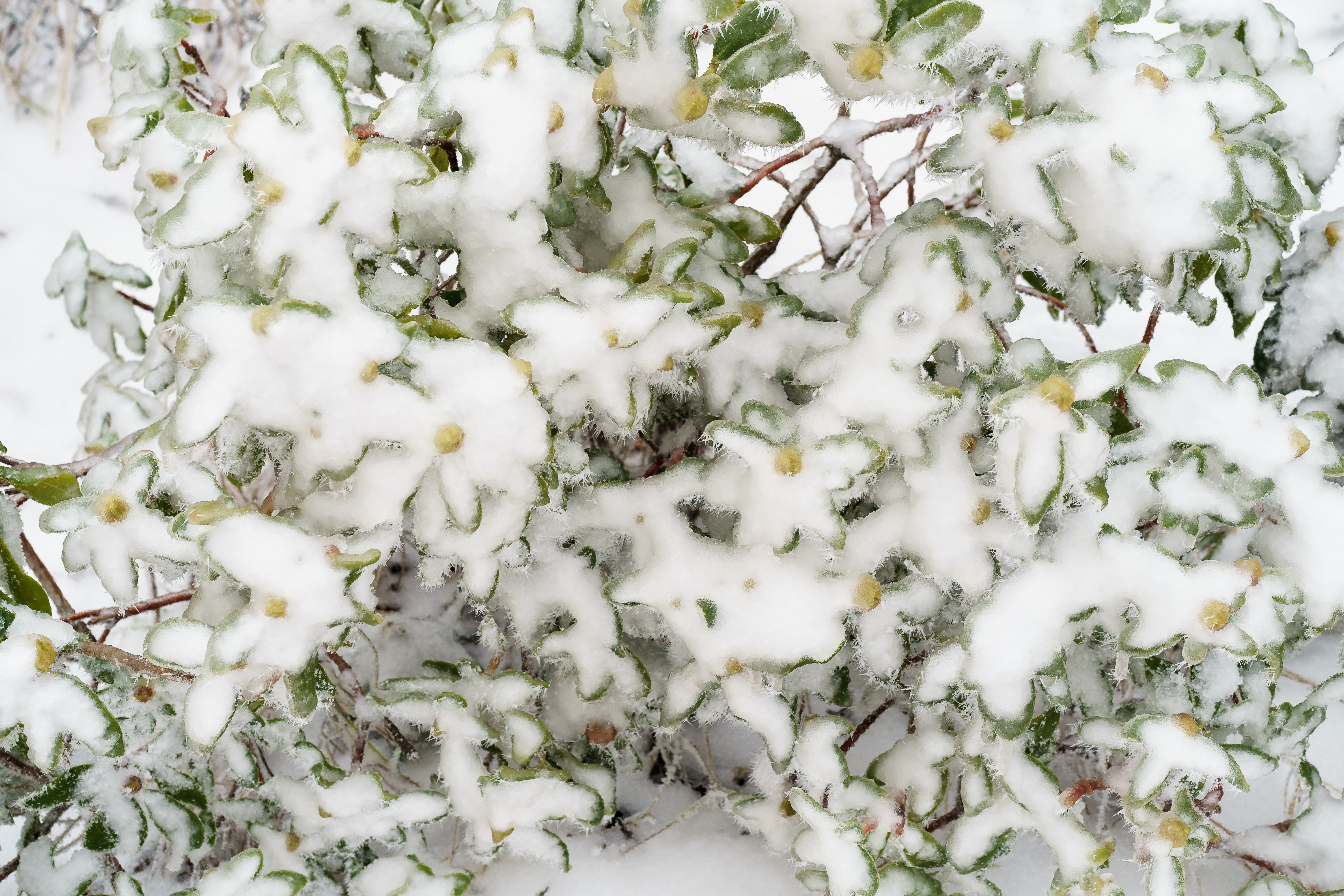
الردندرة بعد مطر متجمد

بعد تحليل التصنيف التفرعي الذي أجراه غوتش وآخرون (2005)، بُسط هذا التصنيف بناءً على اكتشاف ثلاث مجموعات رئيسية (A، B، C) على النحو التالي:

### المجموعة A
- تحت جنس Rhododendron L.: الأوراق الصغيرة أو الأنواع ذات القشور (وجود قشور على الجهة السفلى من الأوراق). تشمل 3 أقسام وحوالي 400 نوع، النوع النموذجي: R. ferrugineum.
- تحت جنس Choniastrum Franch.: يضم 11 نوعًا.

### المجموعة B
- تحت جنس Hymenanthes (Blume) K.Koch: الأوراق الكبيرة أو الأنواع الخالية من القشور (بدون قشور)، بما في ذلك الأزالياس المتساقطة الأوراق. تشمل قسمين وحوالي 140–225 نوعًا، النوع النموذجي: R. degronianum.

### المجموعة C
- تحت جنس Azaleastrum Planch.: الأزالياس دائمة الخضرة. تشمل 3 أقسام وحوالي 120 نوعًا، النوع النموذجي: Rhododendron ovatum.

### التصنيف الشقيق
- تحت جنس Therorhodion (Maxim.) A. Gray: يضم نوعين (R. camtschaticum وR. redowskianum).

### الأقسام والفروع
تُقسم الأجناس الأكبر حجمًا إلى أقسام وفروع. تحتوي بعض الأجناس على قسم واحد فقط، وبعض الأقسام تحتوي على فرع واحد فقط. يُعرض هنا التصنيف التقليدي مع أعداد الأنواع وفقًا لـ "تشامبرلين" (1996)، ولكن هذا المخطط يخضع لتعديلات مستمرة. تشمل التعديلات التي أجراها "غوتش وآخرون" (2005) و"كرافن وآخرون" (2008) (بالخط المائل بين قوسين). لم تعد الرتب القديمة، مثل السلسلة (مجموعات الأنواع)، مستخدمة ولكن يمكن العثور عليها في الأدبيات. ومع ذلك، لا تزال جمعية الردندرة الأمريكية تستخدم طريقة مشابهة تُعرف باسم "التحالفات".
تحت جنس Rhododendron L.
- (3 أقسام، 462 نوعًا: زادت إلى خمسة أقسام في 2008)
- (Discovireya (Sleumer) Argent، رُفعت من Vireya)
- Pogonathum Aitch. & Hemsl.: (13 نوعًا؛ جبال الهمالايا والمناطق المجاورة)
- (Pseudovireya (C.B.Clarke) Argent، رُفعت من Vireya)
- Rhododendron L.: (149 نوعًا ضمن 25 فرعًا فرعيًا؛ المناطق المعتدلة إلى شبه القطبية في نصف الكرة الشمالي)
- Vireya (Blume) Copel.f.: (300 نوع ضمن فرعين؛ جنوب شرق آسيا الاستوائية وأسترالاسيا. اعتُبر في وقت ما تحت جنس منفصل).

تحت جنس Hymenanthes (Blume) K.Koch
- (قسم واحد، 224 نوعًا) (زادت إلى قسمين)
- Ponticum G. Don: (24 فرعًا).
- (Pentanthera (G. Don) Pojarkova، فرعان – قسم جديد، نُقل من تحت جنس Pentanthera).

تحت جنس Pentanthera (G. Don) Pojarkova
- (4 أقسام، 23 نوعًا) (أُلغي):
- Pentanthera (G. Don) Pojarkova: (فرعان – نُقلا إلى تحت جنس Hymenanthes).
- Rhodora (L.) G. Don: (نوعان: Rhododendron canadense وRhododendron vaseyi) (أُلغي وإعيدة توزيعه).
- Sciadorhodion Rehder & Wilson: (4 أنواع) (نُقل إلى تحت جنس Azaleastrum).
- Viscidula Matsum. & Nakai: (نوع واحد: Rhododendron nipponicum) (أُلغي وأضيف إلى قسم Tsutsusi، تحت جنس Azaleastrum).

تحت جنس Tsutsusi (Sweet) Pojarkova
- (قسمان، 80 نوعًا) (أُلغي وخفضه إلى قسم ونُقل إلى تحت جنس Azaleastrum):
- Brachycalyx Sweet: (3 تحالفات، 15 نوعًا).
- Tsutsusi (Sweet) Pojarkova: (65 نوعًا).

تحت جنس Azaleastrum Planch.
- (قسمان، 16 نوعًا) (زادت إلى ثلاثة أقسام):
- Azaleastrum Planch.: (5 أنواع).
- (Choniastrum Franch.): (11 نوعًا) (رُفع إلى تحت جنس).
- (Sciadorhodion Rehder & Wilson): (4 أنواع) (نُقل من تحت جنس Pentanthera).
- (Tsutsusi (Sweet) Pojarkova): (خفض من تحت جنس).

تحت جنس Candidastrum Franch.
- (نوع واحد: Rhododendron albiflorum) (أُلغي ونُقل إلى قسم Sciadorhodion، تحت جنس Azaleastrum).

تحت جنس Mumeazalea (Sleumer) W.R. Philipson & M.N. Philipson
- (نوع واحد: Rhododendron semibarbatum) (أُلغي ونُقل إلى قسم Tsutsusi، تحت جنس Azaleastrum).

تحت جنس Therorhodion A. Gray (نوعان):
- R. camtschaticum
- R. redowskianum

النظام المستخدم بواسطة World Flora Online (اعتبارًا من ديسمبر 2023)
يعتمد هذا النظام على ستة تحت أجناس، أربعة منها مقسمة بشكل أكبر:
تحت جنس Azaleastrum Planch. ex K.Koch
- قسم Azaleastrum Planch. ex Maxim.
- قسم Sciadorhodion Rehder & E.H.Wilson.
- قسم Tsutsusi (Sweet) Pojark.

تحت جنس Choniastrum Franch
تحت جنس Hymenanthes (Blume) K.Koch
- قسم Pentanthera G.Don.
- قسم Ponticum G.Don.
- قسم Rhodora (L.) G.Don.
- تحت جنس Rhododendron L.
- قسم Pogonanthum G.Don.
- قسم Rhododendron.
- تحت جنس Therorhodion (Maxim) Rehder.
- تحت جنس Vireya Clarke
  - قسم Albovireya (Sleumer) Argent.
  - قسم Discovireya (Sleumer) Argent.
  - قسم Hadranthe Schltr.
  - قسم Malayovireya (Sleumer) Argent.
  - قسم Pseudovireya (Clarke) Sleumer.
  - قسم Schistanthe Schltr.
  - قسم Siphonovireya Argent.

## التوزيع والموائل

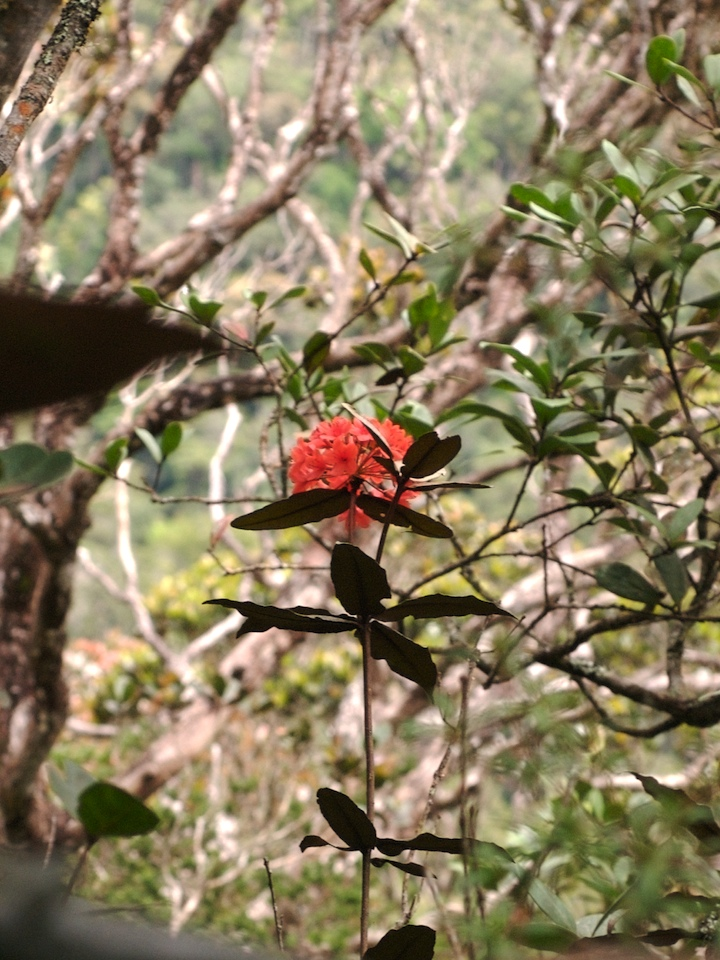
تم تصوير نبات Rhododendron fallacinum في موطنه الطبيعي على جبل كينابالو، بورنيو.

تنتشر أنواع جنس الردندرة على نطاق واسع بين دائرتي العرض 80° شمالًا و20° جنوبًا، وتُعدّ موطنًا أصليًا في مناطق تمتد من أمريكا الشمالية إلى أوروبا، روسيا، وآسيا، ومن جرينلاند إلى كوينزلاند في أستراليا وجزر سليمان. تتركز مواطن التنوع الأكبر في جبال الهمالايا وجنوب شرق آسيا البحري، حيث يوجد أكبر تنوّع للأنواع في منطقة الهمالايا الصينية، جنوب غرب الصين، وشمال بورما، بالإضافة إلى الهند (ولايات هيماجل برديش، أوتاراخند، سيكيم، وناجالاند) ونيبال، وشمال غرب اليونان، وغرب سيتشوان، وجنوب شرق التبت. مناطق التنوع الهامة الأخرى تشمل جبال كوريا، اليابان، وتايوان. أكثر من 90% من أنواع الردندرة وفقًا لتصنيف تشامبرلين تنتمي إلى الأنواع الآسيوية في تحت الجنسين الردندرة وهيمينانثيس، وقسم تسوتسوسي. تتركز الأنواع في أول مجموعتين بشكل كبير في منطقة الهمالايا وجنوب غرب الصين (منطقة الهمالايا الصينية).
تحتوي منطقة فيريا من تحت الجنس رودودندرون على 300 نوع استوائي موزعة في جنوب شرق آسيا البحري، وصولًا إلى شمال أستراليا، حيث تم توثيق 55 نوعًا في بورنيو و164 نوعًا في غينيا الجديدة. الأنواع الموجودة في غينيا الجديدة موطنها الطبيعي الأراضي العشبية الرطبة تحت الألب على ارتفاع حوالي 3000 متر فوق مستوى سطح البحر في المرتفعات الوسطى. بالإضافة إلى ذلك، تمثل تحت الجنسان الردندرة وهيمينانثيس، مع قسم بنتانثيرا من تحت الجنس بنتانثيرا، تنوعًا أقل في المناطق الجبلية في أمريكا الشمالية وأوراسيا الغربية.
أما تحت الجنس تسوتسوسي فيوجد في المناطق البحرية لشرق آسيا (اليابان، وكوريا، وتايوان، وشرق الصين)، ولكنه غير موجود في أمريكا الشمالية أو أوراسيا.
في الولايات المتحدة، توجد أنواع الردندرة الأصلية بشكل رئيسي في الغابات السهلية والجبلية في شمال غرب المحيط الهادئ، كاليفورنيا، شمال شرق البلاد، وسلسلة جبال الأبالاش.

## البيئة

### الأنواع الغازية
أصبح نبات الردندرة البنطسية غازيًا في أيرلندا والمملكة المتحدة. يُعد هذا النوع من النباتات المدخلة، حيث ينتشر في المناطق الحرجية ويحل محل الغطاء النباتي الطبيعي. يصعب القضاء على  الردندرة البنطسية، حيث يمكن لجذوره إنتاج براعم جديدة.

### الحشرات
تستهدف العديد من الحشرات نباتات الردندرة، أو تهاجمها بشكل انتهازي. يُعد حفار الردندرة وبعض أنواع السوس من الآفات الرئيسية، كما أن العديد من اليرقات تتغذى على هذه النباتات بشكل تفضيلي.
تُستخدم أنواع الردندرة كنباتات غذائية ليرقات (دودة القز) بعض الفراشات والعث.

### الأمراض
تشمل الأمراض الرئيسية تعفن الجذور الناجم عن اللفحة، وأمراض الذبول الفطري في الساق والأغصان.
يتسبب مرض "توقف براعم الردندرة"، وهو حالة فطرية تؤدي إلى تحول البراعم إلى اللون البني وجفافها قبل أن تفتح، بفطر Pycnostysanus azaleae، الذي قد تنقله حشرة نطاط أوراق الردندرة، Graphocephala fennahi.

## الحفاظ على الأنواع
في المملكة المتحدة، تأسست جمعية  الردندرة، كامليا، وماغنوليا (RCMG) كمبادرة سابقة في عام 1916. أما في اسكتلندا، فتُحافظ مجموعة الحفاظ على أنواع  الردندرةعلى الأنواع النباتية.

## الزراعة

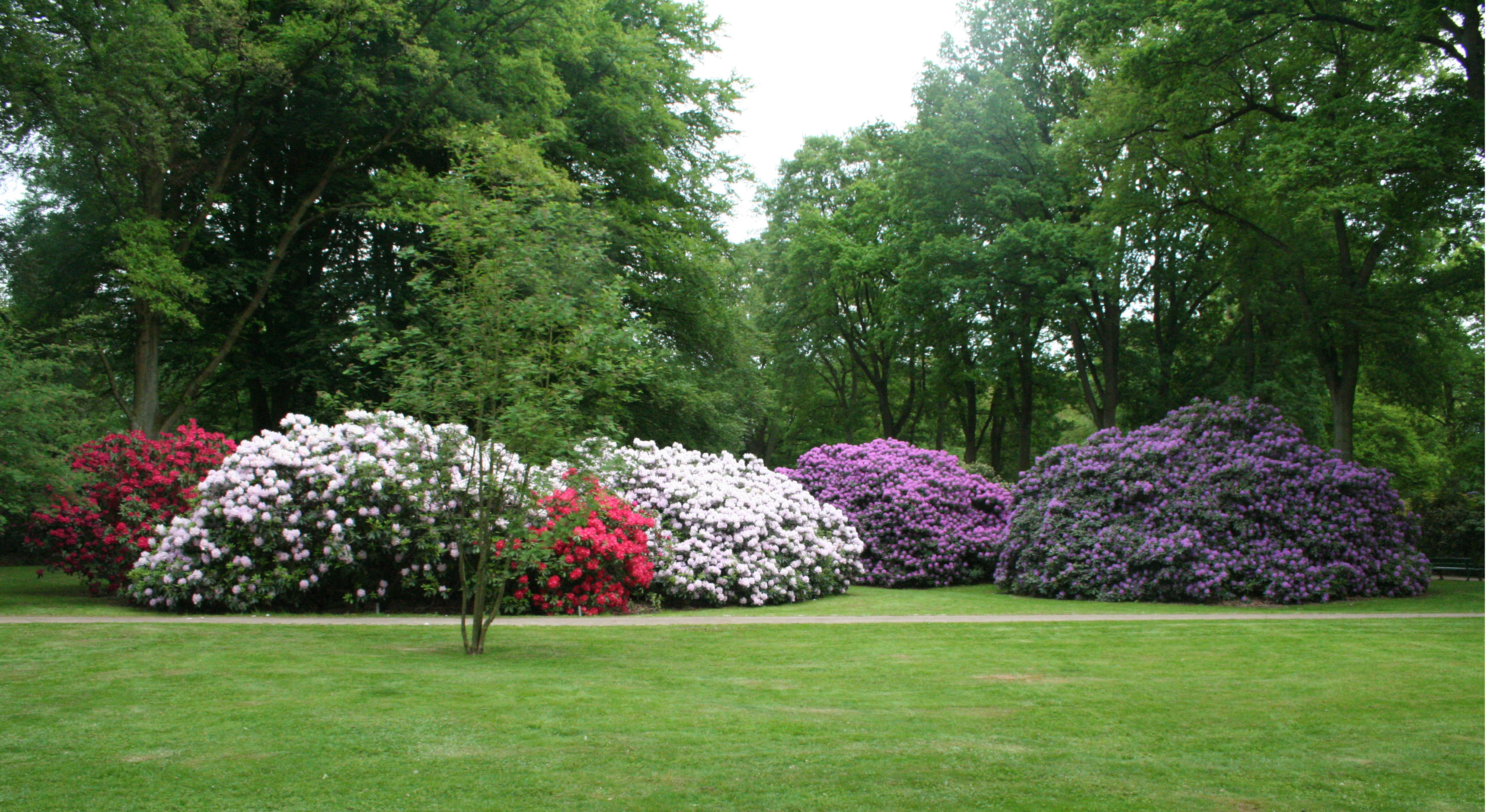
منتزه الردندرة في بريمن، ألمانيا

تُستخدم أنواع الردندرة والهجائن (بما في ذلك الأزالية) بشكل واسع كنباتات زينة في تنسيق الحدائق في أجزاء عديدة من العالم، سواء في المناطق المعتدلة أو شبه المعتدلة. كما تُزرع العديد من الأنواع والأصناف تجاريًا لتلبية احتياجات تجارة المشاتل.
يمكن تكثير الردندرة عن طريق التصفيف الهوائي أو قصاصات الساق.:540–541 كما يمكنها التكاثر ذاتيًا بإرسال براعم جديدة من الجذور. أحيانًا، قد تتجذر الأغصان المتدلية إلى الأرض في التربة الرطبة، حيث يمكن فصل النبات الجديد الناتج عن النبات الأم. يمكن أيضًا تكثيرها بواسطة نثر البذور، أو عن طريق جمع براعم الزهور الذابلة من قِبل البستانيين، وتجفيفها لزراعتها لاحقًا.
تُقدَّر نباتات رودودندرون في تنسيق الحدائق بسبب هيكلها وحجمها وأزهارها، بالإضافة إلى أن العديد منها دائم الخضرة. تُستخدم الأزالية بشكل شائع حول الأساسات وأحيانًا كأسيجة، بينما تتميز أصناف الردندرةذات الأوراق الكبيرة بأنها مناسبة للحدائق الطبيعية أو كعناصر فردية في التصميم. في بعض المناطق، يمكن تقليم الردندرةالأكبر حجمًا لتعزيز شكلها الشجري، حيث تنمو بعض الأنواع مثل رودودندرون أربوريوم والردندرة فالكونيري ليصل ارتفاعها إلى 10-15 مترًا أو أكثر.

### الزراعة التجارية
تُزرع الردندرة تجاريًا في العديد من المناطق بغرض البيع، ولكن جمع البذور من البرية أصبح نادرًا الآن في معظم الأماكن بسبب بروتوكول ناغويا. يشحن المزارعون التجاريون الكبار النباتات لمسافات طويلة؛ ففي الولايات المتحدة، توجد معظم المزارع التجارية على الساحل الغربي (أوريغن، وواشنطن، وكاليفورنيا). يركز المزارعون التجاريون على خصائص معينة أكثر من الهواة، مثل مقاومة تعفن الجذور الناتج عن الإفراط في الري، وسهولة التكاثر، وقدرة النباتات على التبرعم مبكرًا، وقابليتها للتسويق.

### التقسيمات البستانية
تُقسم نباتات الردندرة بستانيًا إلى المجموعات التالية:
1. ردندرة دائمة الخضرة
  - مجموعة كبيرة من الشجيرات دائمة الخضرة التي تختلف بشكل كبير في الحجم. معظم أزهار الردندرة على شكل جرس ولها 10 أسدية.
2. ردندرة فيريا (الماليزية)
  - شجيرات طرية تعيش كأنواع هوائية (Epiphytic).[53]
3. أزاليا
  - مجموعة من الشجيرات التي تتميز بأوراقها الأصغر والأرق مقارنةً بالردندرة دائمة الخضرة. تكون عادة شجيرات متوسطة الحجم بأزهار قمعية صغيرة تحتوي عادة على 5 أسدية.  أزاليا الهجينة نفضية:[54]
  - هجائن Exbury: مشتقة من هجائن Knap Hill، وطُوِّرت بواسطة ليونيل دي روتشيلد في ضيعة إكسبري في إنجلترا.[55][56]
  - هجائن Ghent (Gandavense): طُوِّرت في بلجيكا.[57]
  - هجائن Knap Hill: طُوِّرت بواسطة أنطوني ووترر في مشتل Knap Hill في إنجلترا.[55]
  - هجائن Mollis: طُوِّرت في بلجيكا وهولندا.[57]
  - هجائن Ilam النيوزيلندية: مشتقة من هجائن Knap Hill/Exbury.
  - هجائن Occidentale: طُوِّرت في إنجلترا.
  - هجائن Rustica Flore Pleno: تتميز برائحة عطرة وزهور مزدوجة.[57]  أزاليا هجينة دائمة الخضرة:
  - هجائن Gable: طُوِّرت بواسطة جوزيف ب. جابل في بنسيلفانيا.[58]
  - هجائن Glenn Dale: هجائن معقدة طُوِّرت في الولايات المتحدة.
  - هجائن Indian (Indica): معظمها من أصل بلجيكي.
  - هجائن Kaempferi: طُوِّرت في هولندا.
  - هجائن Kurume: طُوِّرت في اليابان.
  - هجائن Kyushu: أزاليا يابانية شديدة الصلابة تتحمل درجات حرارة تصل إلى −30 °C.
  - هجائن Oldhamii: هجائن قزمية طُوِّرت في إكسبري، إنجلترا.
  - هجائن Satsuki: طُوِّرت في اليابان، وأُعدّت في الأصل للبونساي.
  - هجائن Shammarello: طُوِّرت في شمال أوهايو.[59]
  - هجائن Vuyk (Vuykiana): طُوِّرت في هولندا.[60]
4. أزاليا-ردندرة (Azaleodendrons)
  - هجائن شبه دائمة الخضرة بين أزاليا نفضية وردندرة

### الزراعة والعناية

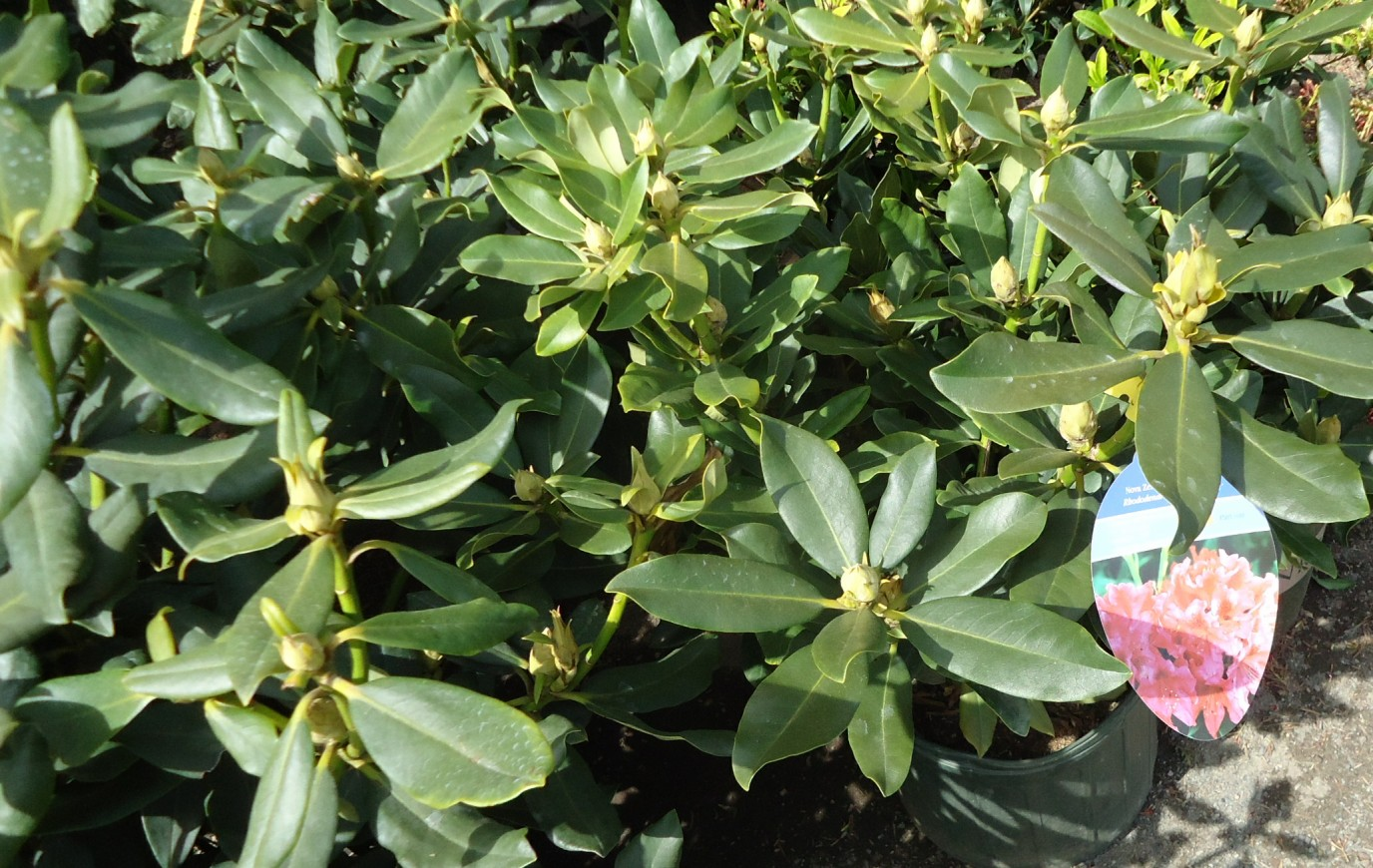
شجيرات الردندرة نوفا زيمبلا تنمو في مشتل في نيوجيرسي.

تُفضّل معظم أنواع الردندرة، كغيرها من النباتات التابعة لفصيلة إريكاسيا، التربة الحمضية ذات درجة حموضة تتراوح بين 4.5 و5.5. تنمو بعض الأنواع المدارية مثل Vireyas وأنواع أخرى كأنواع هوائية (Epiphytes)، وتحتاج إلى مزيج زراعي مشابه لذلك المستخدم مع نباتات الأوركيد. تتميز الردندرة بجذور ليفية وتُفضل التربة جيدة التصريف والغنية بالمادة العضوية. في المناطق ذات التربة السيئة التصريف أو القلوية، غالبًا ما تُزرع النباتات في أحواض مرتفعة باستخدام مواد مثل لحاء الصنوبر المتحلل. كما أن استخدام المهاد (Mulching) والري بعناية لهما أهمية خاصة، لا سيما في الفترة التي تسبق استقرار النبات.
في معرض تشلسي للزهور التابع للجمعية الملكية البستانية في لندن عام 2011، تم عرض صنف جديد من الردندرة يتحمل الكالسيوم (بعلامة تجارية Inkarho). تتمثل هذه الطريقة في تطعيم هجائن الردندرة على جذر نبات تم العثور عليه في محجر غني بالطباشير. يتمكن هذا الجذر من النمو في تربة غنية بالكالسيوم بدرجة حموضة تصل إلى 7.5.

### الهجائن
خضعت نباتات الردندرة لتهجين واسع في الزراعة، كما تحدث الهجائن الطبيعية غالبًا في المناطق التي تتداخل فيها نطاقات الأنواع. يحتفظ السجل الدولي لنباتات الردندرة التابع للجمعية الملكية البستانية بأكثر من 28,000 صنف. وعلى الرغم من أن معظم هذه الهجائن تم تطويرها للحصول على زهور مميزة، فإن بعض الأصناف ذات أهمية حدائقية بسبب أوراقها أو سيقانها أو لحائها الزخرفي. من أمثلة الهجائن ذات الأزهار العطرة هجائن Loderi، التي أُنشئت من تهجين الردندرة الفورتيونية مع R. griffithianum. ومن الأمثلة الأخرى هجائن PJM، الناتجة عن تهجين Rhododendron carolinianum مع R. dauricum، والتي سُمّيت نسبة إلى بيتر جي. ميزيت من حضانة ويستون في ماساتشوستس.

## السُمّية
تحتوي بعض أنواع رودودندرون على مادة سامة تُعرف بـغرايانوتوكسين موجودة في حبوب اللقاح والرحيق، مما يجعلها سامة للحيوانات التي ترعى عليها. وقد أُصيب بعض الأشخاص بالمرض نتيجة تناول "عسل الجنون" الذي تُنتجه النحل الذي يتغذى على أزهار رودودندرون وأزاليا. ذكر زينوفون سلوكًا غريبًا للجنود الإغريق بعد تناولهم عسلًا من قرية محاطة بأشجار Rhododendron ponticum أثناء حملة العشرة آلاف عام 401 قبل الميلاد. كما تسببت القوات الرومانية بقيادة بومبيوس في خسائر مميتة بسبب تناول عسل صنعه الجنود البونتيك خلال الحرب الميثراداتية الثالثة عام 67 قبل الميلاد. لاحقًا، تبين أن هذا العسل له تأثيرات هلوسة خفيفة وملينة. الأنواع المشتبه بها تشمل Rhododendron ponticum وRhododendron luteum (المعروفة سابقًا بـAzalea pontica)، وتوجد في شمال آسيا الصغرى. وثقت 11 حالة مماثلة خلال الثمانينيات في إسطنبول، تركيا. كما تُعد رودودندرون شديدة السُمّية للخيول، حيث قد تتسبب في الوفاة خلال ساعات قليلة من تناولها، رغم أن الخيول تتجنبها عادة إذا توفر غذاء جيد. تحتوي جميع أجزاء النبات، بما في ذلك السيقان والأوراق والأزهار، على مواد سامة قد تؤدي عند ابتلاعها من قِبل القطط إلى نوبات صرع، وغيبوبة، وربما الوفاة.

## الاستخدامات
أُستخدمت أنواع الردندرة منذ زمن طويل في الطب التقليدي. أشارت الدراسات الحيوانية والأبحاث المختبرية إلى احتمالية وجود خصائص مضادة للالتهابات ومحافظة على الكبد، ربما بسبب التأثيرات المضادة للأكسدة للفلافونويدات أو المركبات الفينولية الأخرى والسابونينات الموجودة في النبات. وجد Xiong وآخرون أن جذور النبات قادرة على تقليل نشاط NF-κB في الفئران.
في النيبال، تعتبر الأزهار صالحة للأكل وتُقدر لطعمها الحامض. يمكن حفظ الأزهار المخللة لشهور، ويُسوق عصير الأزهار أيضًا.:51 تُضاف الأزهار الطازجة أو المجففة إلى الكاري السمكي اعتقادًا بأنها تُلين العظام.:53 يُستخدم عصير أزهار رودودندرون في صنع شراب يُسمى بورانس في المناطق الجبلية في ولاية أوتاراخند، ويُقدّر لنكهته ولونه المميزين.

### شاي لابرادور
(المقال الرئيسي: شاي ابرادور)
يُصنع شاي الأعشاب المعروف بـشاي لبرادور (وهو ليس شايًا حقيقيًا) من أحد الأنواع الثلاثة التالية:
- Rhododendron tomentosum (شاي لبرادور الشمالي، المعروف سابقًا بـLedum palustre)
- Rhododendron groenlandicum (شاي لبرادور المستنقعي، المعروف سابقًا بـLedum groenlandicum أو Ledum latifolium)
- Rhododendron neoglandulosum (شاي لبرادور الغربي أو شاي الصيادين، المعروف سابقًا بـLedum glandulosum).

## في الثقافة
في ولاية أوتاراخند شمال الهند، تُعد زهرة بورانس جزءًا مهمًا من الثقافة المحلية، حيث تلعب دورًا بارزًا في المهرجانات مثل مهرجان هولي وحفلات الزفاف، حيث تُستخدم في أكاليل الزهور والديكورات. كما تُستخدم الزهرة في صناعة عصير صحي غني بمضادات الأكسدة، يحظى بشعبية خاصة خلال الاحتفالات المحلية وأشهر الصيف. بالإضافة إلى ذلك، تُدمج زهور بورانس في الفنون والحرف المحلية لصنع قلائد ومجوهرات ملونة، ترمز إلى الازدهار الروحي والمادي للمجتمع.
زهرة الردندرةهي الزهرة الوطنية للنيبال.

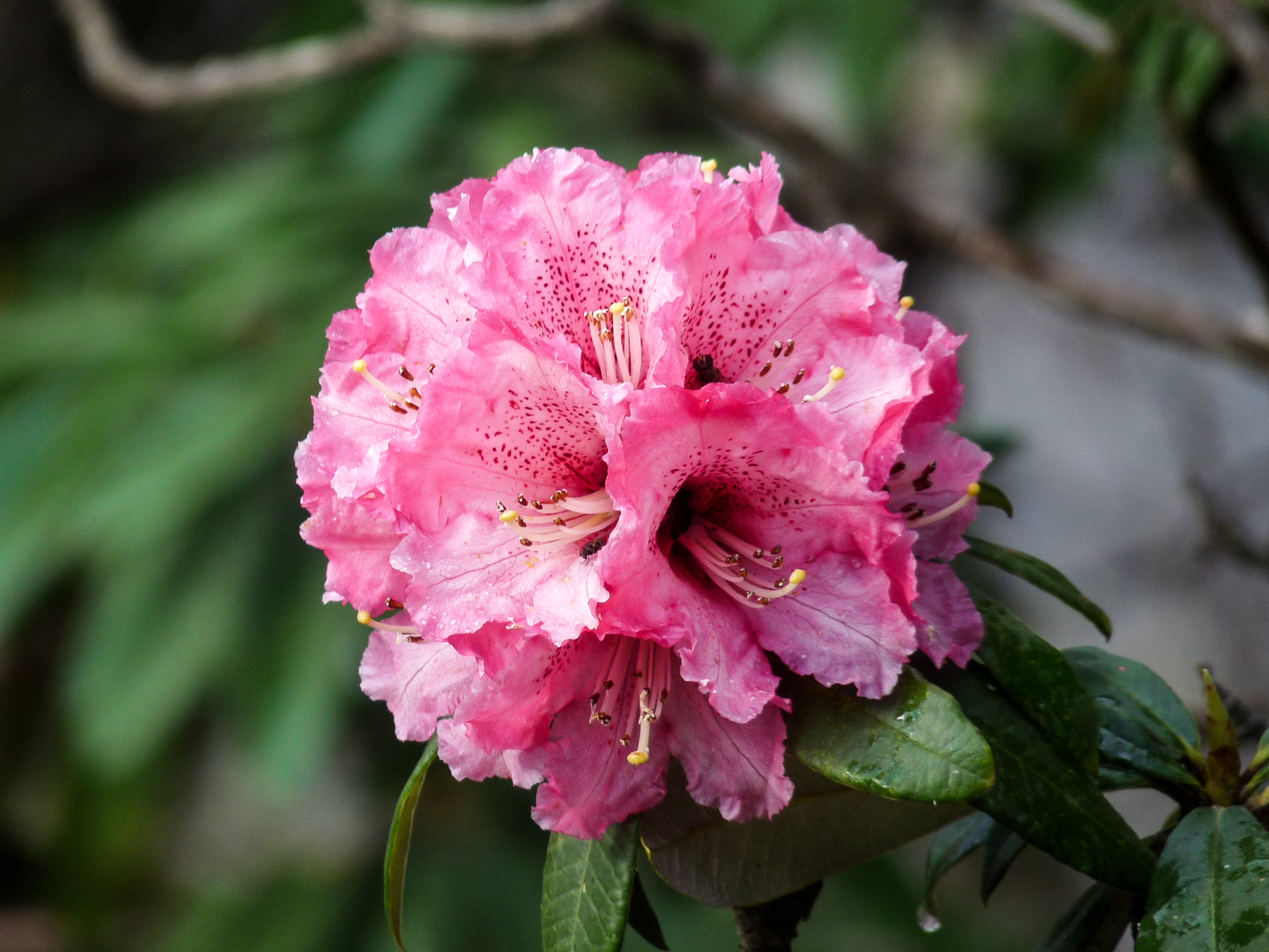
زهرة ولاية هيماجل برديش

في لغة الزهور، ترمز الردندرة إلى الخطر والتحذير.
زهرة Rhododendron arboreum (المعروفة باسم لالي غورانش) هي الزهرة الوطنية للنيبال. أما زهرة R. ponticum فهي زهرة ولاية كشمير التي تُدار من قبل الهند وكشمير التي تُدار من قبل باكستان. وتُعتبر Rhododendron niveum شجرة ولاية سيكيم في الهند، بينما تُعد Rhododendron arboreum شجرة ولاية أوتاراخند. كما أن زهرة الردندرة الوردية (Rhododendron campanulatum) هي زهرة ولاية هيماشال براديش، الهند. وتُعد زهرة الردندرة أيضًا زهرة مقاطعة جيانغشي في الصين وزهرة ولاية ناجالاند، وهي الولاية الـ16 في الاتحاد الهندي.
Rhododendron maximum، الأكثر انتشارًا في جبال الأبالاش، هي زهرة ولاية فيرجينيا الغربية الأمريكية، وتظهر في علم الولاية.
أما Rhododendron macrophyllum، الشائعة في شمال غرب المحيط الهادئ، فهي زهرة ولاية واشنطن الأمريكية.
في ثقافة قبائل زومي في الهند وميانمار، تُستخدم زهرة الردندرة، التي يُطلق عليها "نغيسوك"، بشكل شعري للإشارة إلى المرأة.
في الإعلام

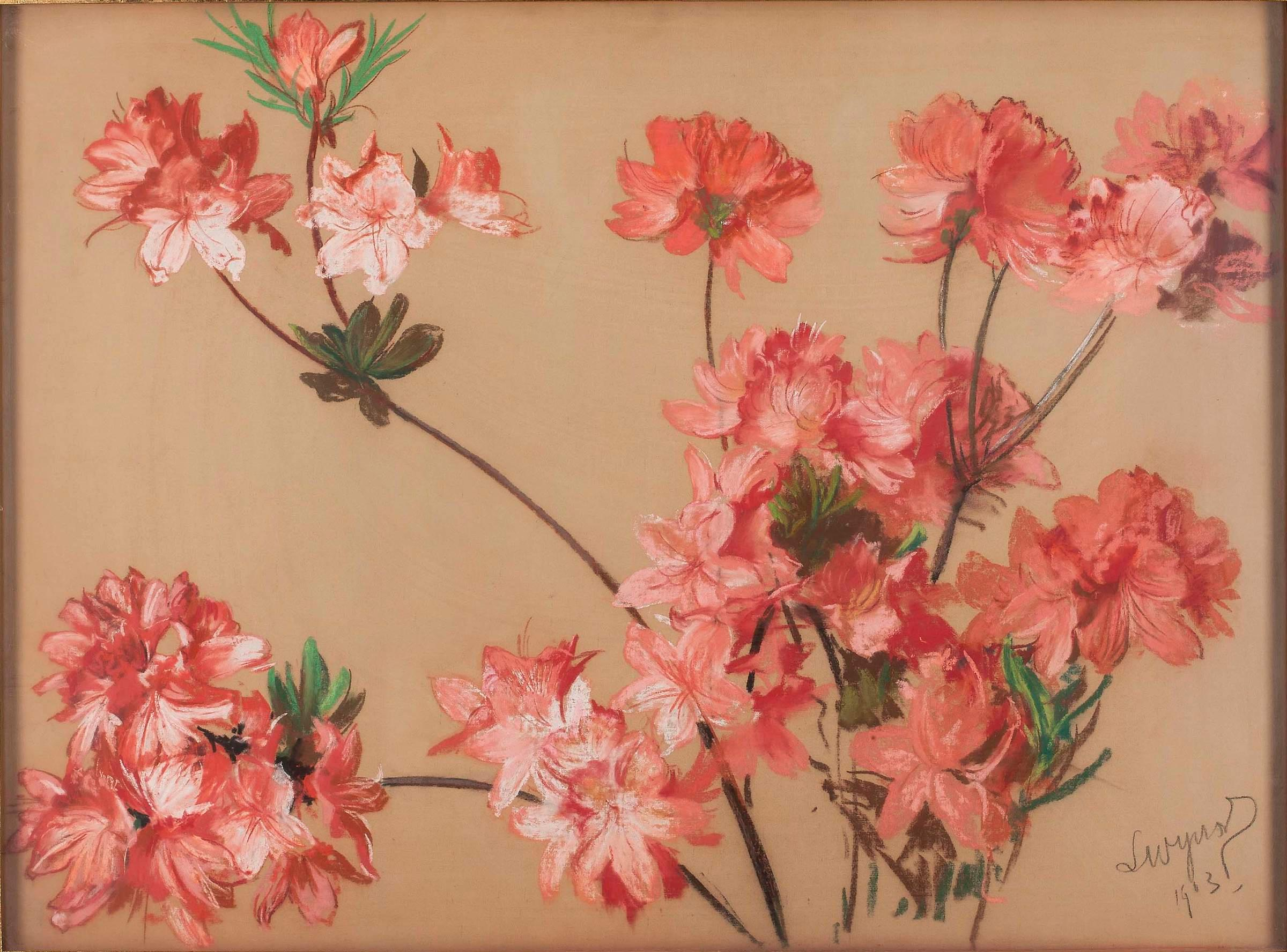
ليون فيكزولكوفسكي، الردندرة الوردية، 1903

كتب الشاعر والمقال الأمريكي رالف والدو إمرسون في عام 1834 قصيدة بعنوان "رودورا، ردًا على سؤال: من أين جاءت الزهرة؟".
ظهرت زهور الردندرة في رواية يوليسيس للكاتب جيمس جويس، كما أُشير  إليها في رواية ريبيكا (1938) لـدافني دو مورييه، وفي رواية امشِ قمرين (1994) للكاتبة شارون كريتش. واستخدم الكاتب البريطاني جاسبر ففورد زهرة الردندرة كرمز في العديد من كتبه مثل سلسلة Thursday Next.
ذُكرت تأثيرات زهرة R. ponticum في فيلم شرلوك هولمز عام 2009 كوسيلة مقترحة لتنظيم إعدام مزيف. كما أُشير إليها في الحلقة الثالثة من الموسم الثاني من مسلسل شارلوك على قناة BBC، حيث يُعتقد أنها جزء من خطة الموت المزيفة لشارلوك.

## وصلات خارجية
- Rhododendrons from Turkey, Anatolia
- Flora of China: Rhododendron
- German Genebank Rhododendron نسخة محفوظة 15 مارس 2012 على موقع واي باك مشين.
- Description of damage caused by Rhododendrons in the UK
- Information on rhododendrons at the Ericaceae web pages of Dr. Kron at Wake Forest University.
- Information on Vireyas
- Information+photos of hybrids and species نسخة محفوظة 15 ديسمبر 2018 على موقع واي باك مشين.
- Information on Rhododendrons by Marc Colombel, founder of the Société Bretonne du Rhododendron.
- Extensive information on rhododendron species: the history of their discovery, botanical details, toxicity, classification, cultural conditions, care for common problems, and suggestions for companion plants by Steve Henning.
- History of Rhododendrons
- Historical Survey of Rhododendron Collecting - With Emphasis on its Close Associations with Horticulture
- Rhododendron in botanical garden Pruhonice-Czech republic

### Rhododendron societies
- American Rhododendron Society
- The Rhododendron, Camellia & Magnolia Group of the Royal Horticultural Society
- Rhododendron Species Foundation and Botanical Garden
- Société Finlandaise du Rhododendron نسخة محفوظة 8 أبريل 2006 على موقع واي باك مشين.
- Australian Rhododendron Society نسخة محفوظة 8 مارس 2009 على موقع واي باك مشين.
- German Rhododendron Society
- New Zealand Rhododendron Association
- Danish Rhododendron Society